# 셰퍼드부리고래
셰퍼드부리고래 또는 태즈먼고래(Tasmacetus shepherdi)는 부리고래과에 속하는 고래의 일종이다. 셰퍼드부리고래속 또는 태즈먼부리고래속(Tasmacetus)의 유일종이다. 이 고래는 널리 연구되지 않았다. 2006년까지 바다에서 겨우 4번 관찰되고 42마리의 좌초가 확인되었다. 올리버(W. R. B. Oliver)가 1933년에 뉴질랜드 북섬 타라나키 남부 해안의 오호(Ōhawe) 근처에서 표본을 수집한 왕거누이 박물관(Wanganui Museum) 큐레이터, 셰퍼드(George Shepherd)의 이름을 따서 명명하면서, 1937년에 과학적으로 처음 알려졌다. 태즈메이니아주둥이고래 또는 태즈먼부리고래로도 불린다.

## 같이 보기
- 고래류의 종 목록